# Kotipizza
Kotipizza är Finlands största pizzakedja med cirka 270 restauranger varav 99 % drivs på franchisebasis. Den grundades 1987 av Rabbe Grönblom. Den sammanlagda omsättningen var år 2014 70,5 miljoner Euro. Företagets huvudkontor är sedan 2015 beläget i Helsingfors i Finland.
Kotipizza finns (2015) endast i Finland. Tidigare har det funnits restauranger i Estland, Ryssland, Sverige, Kina, Serbien och Sydkorea.

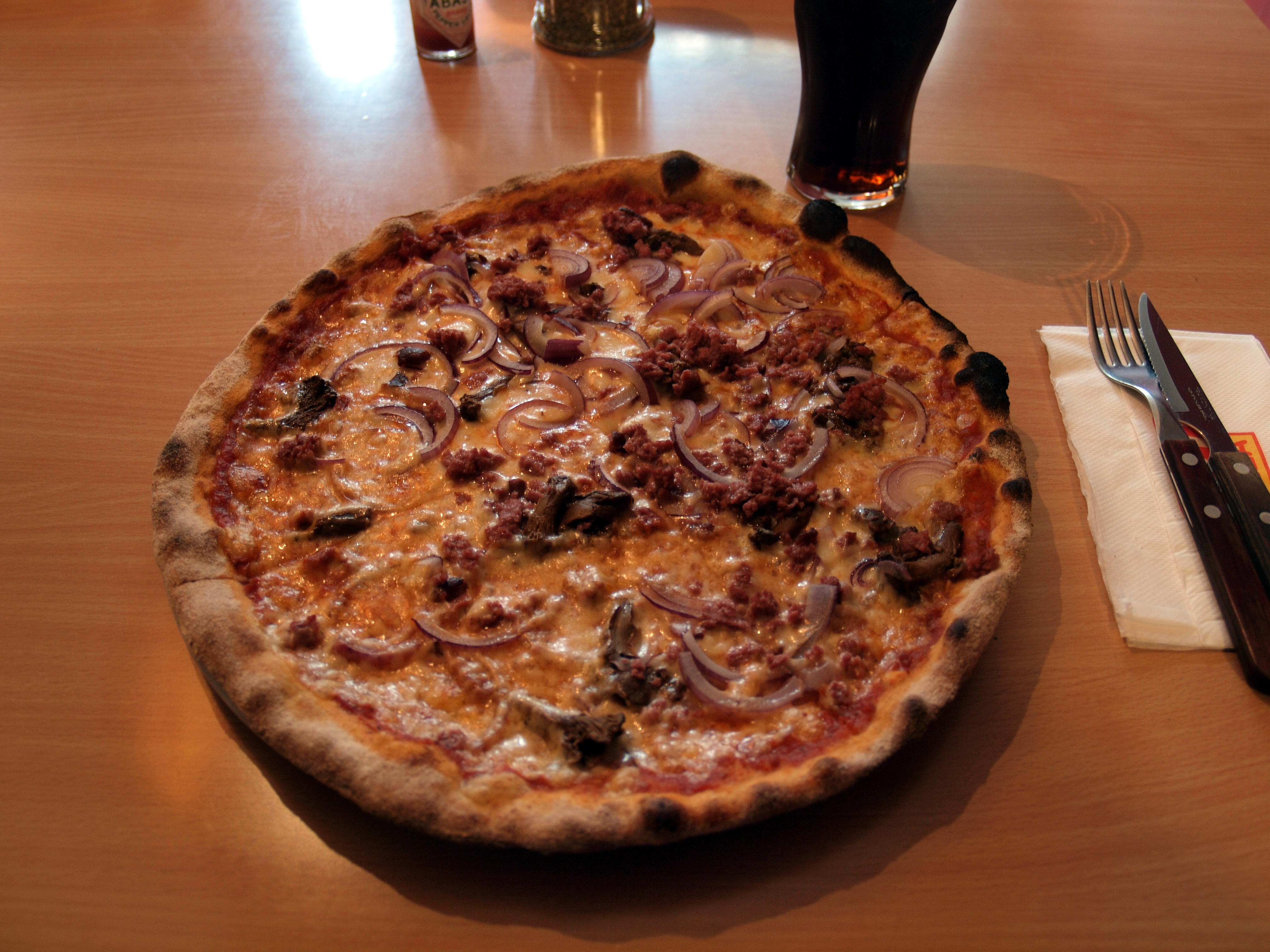
Pizza Berlusconi